# Bertrand Santini
Vous pouvez aider à l'améliorer ou bien discuter des problèmes sur sa page de discussion.
- Il semble être autobiographique ou autocentré et avoir fait l'objet de modifications substantielles, soit par le principal intéressé, soit par une personne en lien étroit avec le sujet. Il peut être nécessaire de l'améliorer pour respecter le principe de neutralité de point de vue. (Marqué depuis août 2023)

Vous pouvez aider à l'améliorer ou bien discuter des problèmes sur sa page de discussion.
- Son texte doit être wikifié : il ne correspond pas à la mise en forme Wikipédia (style, typographie, liens internes, liens entre les wikis, etc.). (Marqué depuis janvier 2023)
- Les conventions bibliographiques ne sont pas respectées. La bibliographie et les liens externes sont à corriger. (Marqué depuis janvier 2023)

Bertrand Santini est un auteur, scénariste et illustrateur français né à Aix-en-Provence en 1968.
Ses livres ont remporté plusieurs prix en littérature jeunesse, notamment son roman "Le Yark" paru chez Grasset Jeunesse en 2011, traduit en 19 langues, ainsi que la série à succès "Le Journal de Gurty" parue aux éditions Sarbacane. Il scénarise les deux tomes de "L'esprit de Lewis", dessiné par Lionel Richerand dans la collection Métamorphose en octobre 2017,. Le deuxième volume de L'Esprit de Lewis, sorti en 2019, reçoit lui aussi un accueil favorable de la critique,,,.
En 2018, la New York Public Library a sélectionné "Le Yark" parmi les meilleurs livres jeunesse de l'année.
En 2020, Bertrand Santini publie « Le Flocon » chez Gallimard Jeunesse. Remarqué par la critique,,,, ce conte philosophique inspiré d’un texte du mathématicien Johann Kepler est illustré par Laurent Gapaillard avec lequel l'auteur avait déjà collaboré sur Le Yark.
L'association Les Petits Champions de la lecture ont classé Le Journal de Gurty en troisième position des livres les plus lus par les enfants en classe, après Le petit Prince et Harry Potter.
Fin 2022, les éditions Sarbacane annoncent que "Le Journal de Gurty" atteint les 500 000 ventes,.

### Romans
- Le Yark, éditions Grasset, illustré par Laurent Gapaillard, 26 octobre 2011, Prix Bernard Versele.  (ISBN 978-2246786863)
- Le Yark Collector, 10e anniversaire, éditions Grasset, illustré par Laurent Gapaillard, 20 octobre 2021.  (ISBN 978-2246824534)
- Jonas, le requin mécanique, éditions Grasset, Illustré par Paul Mager, 22 octobre 2014, Prix Libbylit 2015.  (ISBN 978-2246787235)
- Jonas, le requin mécanique, (réédition) édition Grasset, illustré par Paul Mager, 18 janvier 2023.  (ISBN 978-2246830238)
- Hugo de la Nuit[18], éditions Grasset, 20 avril 2016.  (ISBN 978-2246860259)
- Miss Pook et les enfants de la lune[19], éditions Grasset, 8 novembre 2017, Prix Elkabin 2018. (ISBN 978-2246860556)
- L'écrivain pour enfants qui détestait les enfants, PKJ Pocket Jeunesse, 2 mai 2024

### Série Le Journal de Gurty
- Le Journal de Gurty, #1 Vacances en Provence, éditions Sarbacane, 6 mai 2015.  (ISBN 978-2848657899)
- Le Journal de Gurty, #2 Parée pour l'hiver, éditions Sarbacane, 2 novembre 2016.  (ISBN 978-2848658735)
- Le Journal de Gurty, #3 Marrons à gogo, éditions Sarbacane, 6 septembre 2017.  (ISBN 978-2377310012)
- Le Journal de Gurty, #4 Printemps de chien, éditions Sarbacane, 4 avril 2018.  (ISBN 978-2377310746)
- Le Journal de Gurty, #5 Vacances chez Tête de Fesses, éditions Sarbacane, 7 novembre 2018.  (ISBN 978-2377311590)
- Le Journal de Gurty, #6 Mes bébés dinosaures, éditions Sarbacane, 4 septembre 2019.  (ISBN 978-2377312726)
- Le Journal de Gurty, #7 Le fantôme de Barbapuces, éditions Sarbacane, 27 mai 2020.  (ISBN 978-2377313983)
- Le Journal de Gurty, #8 J'appelle pas ça des vacances, éditions Sarbacane, 4 novembre 2020.  (ISBN 978-2377314720)
- Le Journal de Gurty, #9 La revanche de Tête de Fesses, éditions Sarbacane, 5 mai 2021.  (ISBN 978-2377316519)
- Le Journal de Gurty, #10 Vacances en Angleterre, éditions Sarbacane, 3 novembre 2021.  (ISBN 978-2377317189)
- Le Journal de Gurty, #11 Moi, j'adore être heureuse, éditions Sarbacane, 5 octobre 2022.  (ISBN 979-1040802358)
- Le Journal de Gurty, #12 Vacances à Paris, éditions Sarbacane, 1er Novembre 2024
- Le Journal de Gurty, #13 C'est nul d'être amoureuse, éditions Sarbacane, 6 Novembre 2024

### Série Tête de Fesses
- Tête de Fesses est plus beau que toi #1, éditions Sarbacane, 6 avril 2022.  (ISBN 978-2377319015)
- Tête de Fesses te souhaite un mauvais anniversaire #2, éditions Sarbacanee, 6 avril 2022.  (ISBN 978-2377318988)
- Tête de Fesses déteste Noël #3, éditions Sarbacane, 2 novembre 2022.  (ISBN 978-2377319008)
- Super Tête de Fesses est plus super que toi #4, éditions Sarbacane, 5 avril 2023.  (ISBN 978-2377318995)
- Tête de Fesses est plus célèbre que toi #5, éditions Sarbacane, 2023.
- Tête de Fesses est plus méchant que toi #6, éditions Sarbacane, 2024

### Bande dessinée
- L'Esprit de Lewis, tome 1, éditions Soleil, illustré par Lionel Richerand, 18 octobre 2017.  (ISBN 978-2302063945)
- L'Esprit de Lewis, tome 2, éditions Soleil, illustré par Lionel Richerand, 20 octobre 2019.  (ISBN 978-2302077799)

### Albums
- Comment j'ai raté ma vie, Editions Autrement Jeunesse, octobre 2009.
- Une farce de la Nature, éditions de la balle, 10 mars 2011.
- Quand soudain, il se passa quelque chose de plus terrible encore, éditions de la balle, 6 octobre 2011.
- L'étrange Réveillon, éditions Grasset,, illustré par Lionel Richerand, 24 octobre 2012.  (ISBN 978-2246786962)
- Quand soudain, il se passa quelque chose de plus magique encore, éditions de la balle, 23 mai 2012.
- Comment j'ai raté ma vie, (nouvelle édition) Edition Grasset, 17 avril 2019.  (ISBN 978-2246816447)
- Le Flocon[20], éditions Gallimard Jeunesse, illustré par Laurent Gapaillard, 8 octobre 2020.  (ISBN 978-2075103046)

## Adaptations
Le Yark a été plusieurs fois adapté au théâtre, notamment en France par la compagnie L'organisation, dirigée par Elodie Segui ou en Allemagne par la compagnie Theaterfiguren.

## Audiovisuel
- Les Gnoufs, série télévisée d'animation française en 52 épisodes de treize minutes, créée et écrite par Bertrand Santini, produite par Method Films et diffusée à partir du 30 août 2004 sur France 3 dans l'émission France Truc et rediffusée sur Toon Disney France
- Le Petit Poucet, film français adapté du conte de Charles Perrault, réalisé par Marina De Van, écrit par Bertrand Santini, sorti en 2011 et produit pour Arte.